# Брихадесварар храм
Брихадесварар храм је хиндуистички храм из 11. века у Индији. Налази се у Танџавуру у индијској држави Тамил Наду. Налази се на УНЕСКО-овој листи светске културне баштине и представља сјајан пример дравидског стила градње храмова. Централни храм налази се унутар тврђаве, чији су зидови грађени у 16. веку. Главни торањ храма је висок 70 метара и највиши је на свету. Дизајниран је тако да у било које доба године не ствара сену у подне.

## Историја
Градио га је краљ Раџараџа, који је владао Танџавуром. Саграђен је између 1003. и 1010. и представља највећи од Чола храмова. Типичан је за јужноиндијски или дравидски стил архитектуре. Посвећен је Брихадесварару, који је један од реинкарнација Шиве.

## Опис
Круна храма је октогоналана изклесана купола, која је јако велика и тешка (81 тону) и исклесана је из два камена. Да би се круна подигла на храм граћен је нагнути пешчани насип дугачак 11 километара. Храм је градио велики владар Чола династије Раџараџа Чола I. Краљ је око 1010. поставио коначну декорацију, а то је била бакарна чинија тешка 107 кг са 13 кг злата. Храм је био посвећен богу Шиви. Статуа Нандија (бика кога јаше Шива) је тешка 27 тона и друга је по величини у свету. 
Храму се прилази са истока кроз два пролаза, које чувају две фигуре, које представљају различите легенде о Шиви.